# 索包德薩拉什
索包德薩拉什（匈牙利語：Szabadszállás）是匈牙利的城鎮，位於該國西部，距離首都布達佩斯80公里，由巴奇-基什孔州負責管轄，面積164.62平方公里，2011年人口6,013，其中約四成居民信奉天主教。

## 外部連結
- Official site （页面存档备份，存于） (Hungarian only)

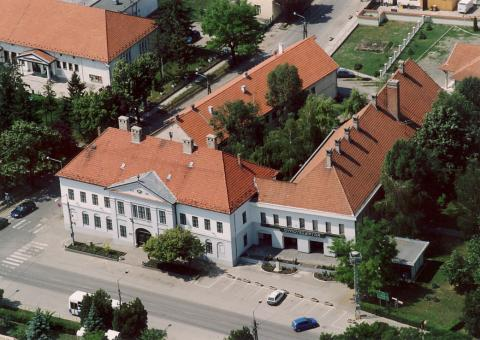

- Szabadszállás on Google Maps
- （匈牙利文） Szabadszállás a Vendégvárón
- （匈牙利文） Szabadszállás a Gyaloglón （页面存档备份，存于）
- （匈牙利文） Légifotók Szabadszállásról （页面存档备份，存于）

46°52′N 19°13′E / 46.867°N 19.217°E